# Xã Blumfield, Michigan
Xã Blumfield (tiếng Anh: Blumfield Township) là một xã thuộc quận Saginaw, tiểu bang Michigan, Hoa Kỳ. Năm 2010, dân số của xã này là 1.960 người.